# Symphurus leei
Symphurus leei is een  straalvinnige vissensoort uit de familie van hondstongen (Cynoglossidae). De wetenschappelijke naam van de soort is voor het eerst geldig gepubliceerd in 1890 door Jordan & Bollman.
De soort werd aangetroffen in de Stille Oceaan voor de kust van Colombia.  Ze is genoemd naar L. A. Lee en Thomas Lee, twee natuurwetenschappers aan boord van het Amerikaanse stoomschip Albatross waarmee de soort werd ontdekt.
De soort staat op de Rode Lijst van de IUCN als niet bedreigd, beoordelingsjaar 2008.